# Gregor K. Wenning
Gregor Karl Wenning (* 21. März 1964 in Horstmar; † 11. Februar 2024) war ein deutscher Neurologe. Von 2006 bis zu seinem Tod im Jahr 2024 war er Leiter der Abteilung für klinische Neurobiologie der Medizinischen Universität Innsbruck.

## Leben und Ausbildung

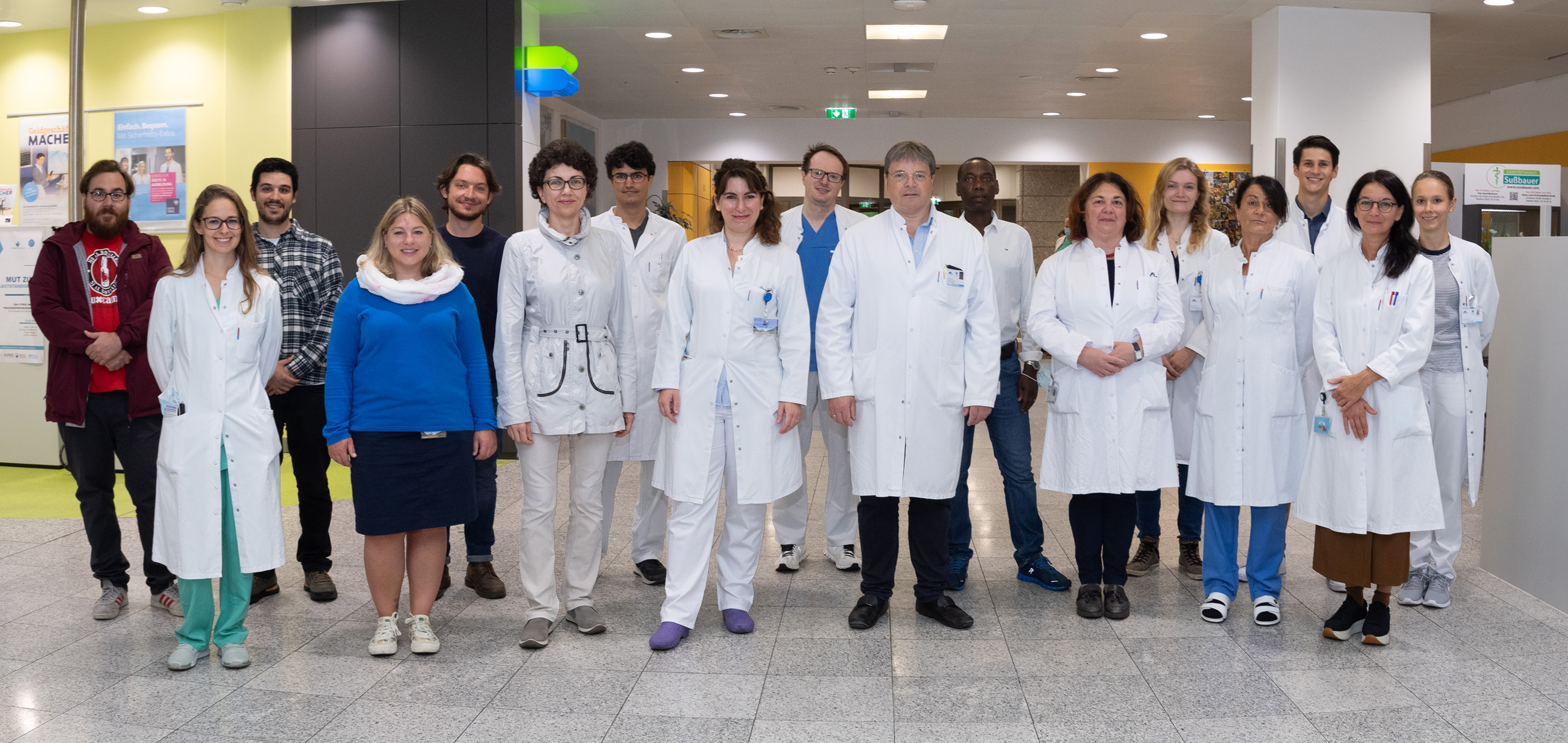
Abteilung für Neurobiologie, Medizinische Universität Innsbruck

Gregor Wenning wurde als Sohn des Hauptschullehrers Karl-Heinz Wenning und der Sekretärin Elisabeth Wenning, geb. Terwort, geboren, einer seiner Brüder ist der Kirchenmusiker Martin Forciniti. Von 1983 bis 1990 belegte er als Stipendiat der Studienstiftung des deutschen Volkes ein Studium der Medizin an der Westfälischen Wilhelms-Universität in Münster (Westfalen), das er mit einer Promotion zu motorischen Systemdegenerationen abschloss. 1995 beendete er seine Studien zur Multisystematrophie (MSA) mit einem Ph.D. an der Universität London. Anschließend wurde er Universitätsassistent an der Universitäts-Klinik für Neurologie in Innsbruck. Am 1. Juli 1999 folgte die Habilitation an der Medizinischen Fakultät der Universität Innsbruck (Thema: Die Multisystematrophie: klinische und experimentelle Befunde). Am 24. August 1999 wurde er zum außerordentlichen Universitätsprofessor für Neurologie an der Medizinischen Fakultät Innsbruck ernannt. Im selben Jahre wurde er Facharzt für Neurologie und Psychiatrie. Im Dezember 2007 wurde ihm von der Privaten Universität für Gesundheitswissenschaften, Medizinische Informatik und Technik (UMIT), Hall in Tirol, der Titel Master of Health Economics verliehen. Seit 2018 war Wenning Direktor des Dysautonomie-Zentrums an der Medizinischen Universität Innsbruck.
Ab 1995 war er mit der Neurologin Roberta Granata verheiratet und hatte aus der Ehe zwei Söhne. Gregor Wenning starb am 11. Februar 2024 im Alter von 59 Jahren.

## Wirken

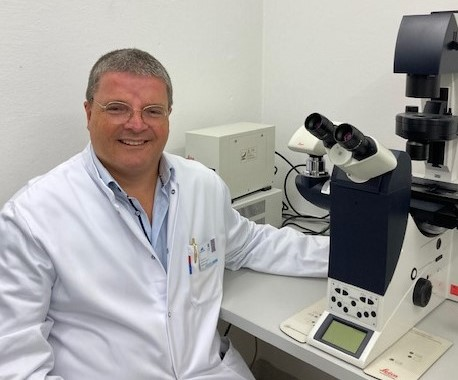
Prof. Wenning am Mikroskop

Wissenschaftlicher Schwerpunkt seiner Tätigkeit war die Erforschung atypischer Parkinson-Syndrome, vor allem der Multisystematrophie (MSA), mittels experimenteller, klinisch-pathologischer und therapeutischer Studien. Die klinische Tätigkeit umfasste neben der Versorgung von Patienten mit Parkinson-Syndromen und Demenzen auch die Abklärung orthostatischer Störungen mittels Kipptisch-Diagnostik.
Ab 2006 war Wenning Professor und Leiter der Abteilung für klinische Neurobiologie an der Medizinischen Universität Innsbruck (MUI) mit folgenden Komponenten: Experimentelles Neurodegenerationslabor, Autonomes Funktionslabor und EMSA-SG Koordinationszentrum. 2007 folgte die Beteiligung am Neurowissenschaftlichen Doktoratsstudiums „Signal Processing in Neurons“ (SPIN) an der MUI, deren Förderung 2010 verlängert wurde. Ab 2010 war Wenning stellvertretender Sprecher des FWF Spezialforschungsbereichs „Cell signaling in chronic CNS disorders“. Zudem war er Mitglied zahlreicher wissenschaftlicher Organisationen.

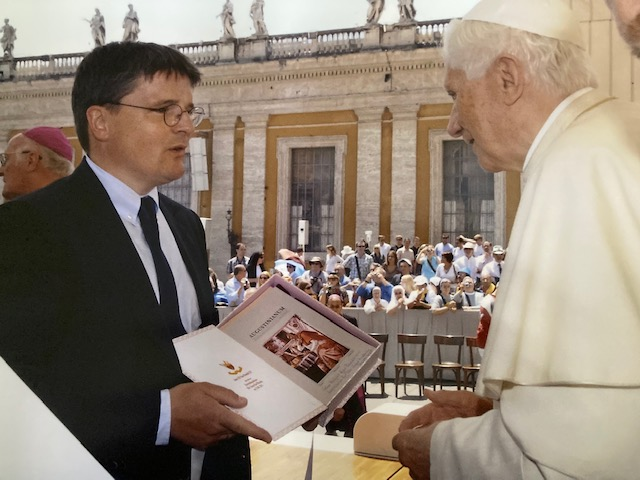
Prof. Wenning mit Benedikt XVI

Im Juni 2011 wurde Wenning in der prima fila von Papst Benedikt XVI. empfangen, um eine Südtiroler Augustinus-Statue sowie drei von ihm verfasste Augustinus-Arbeiten zu überreichen.
Gregor K. Wenning war Präsident der 2015 gegründeten „Bischof-Dr.-Karl-Golser-Stiftung“.

## Auszeichnungen und Preise
- Stipendiat der Studienstiftung des deutschen Volkes (1983–1990)
- Stipendiat der UK Parkinson’s Disease Society (1992–1994)
- Wissenschaftspreis der Österreichischen Parkinson Gesellschaft (1998)
- Oppenheimer Preis für MSA-Forschung (2004)

## Schriften (Auswahl)
- Die Illuminationslehre Augustins. In: Augustinianum 1989[7]
- Der Einfluß des Manichäismus und des Ambrosius auf die Hermeneutik Augustins. In: Revue des études augustiniennes 1990.[7]
- Erkenntnislehre und Trinitätsspekulation bei Augustinus: eine Untersuchung zur Gnoseologie von "De Trinitate" im 20. Jahrhundert. In: Augustinianum 2010[7]